# Salix alopecuroides
Salix alopecuroides är en videväxtart som beskrevs av Ignaz Friedrich Tausch. Salix alopecuroides ingår i släktet viden, och familjen videväxter. Inga underarter finns listade i Catalogue of Life.